# Blaire White
Blaire White (Corning, Kalifornia, 1993. szeptember 14. –) amerikai youtuber és politikai kommentátor. Politikáját jobbközépként jellemezve, White nyilvánosan kritizálta a baloldali mozgalmakat. Egy Newsweek-cikk szerint White az egyik legprominensebb jobboldali transznemű kommentátor.
A főiskolai tanulmányok során White elégedetlennek és frusztráltnak érezte magát amiatt, ahogyan professzorai és diáktársai a nemek közötti egyenlőséggel, a férfiak jogaival és a feminizmussal kapcsolatos vitás kérdésekkel foglalkoztak az órákon. Sőt, úgy érezte, hogy meggyőződései nem egyformán képviseltetik magukat az egyetem politikai diskurzusában, ezért 2015 decemberében főleg antifeminista politikai videókat kezdett közzétenni a platformon, és azt használta fel arra, hogy kifejezze eltérő meggyőződését. Továbbra is készített videókat a társadalmi kérdésekről, például a genderpolitikával kapcsolatos nézeteiről, és kritikus volt az olyan mozgalmakkal szemben, mint a harmadik hullámú feminizmus, a transznemű aktivizmus és a Black Lives Matter.
White politikai vitákat töltött fel más YouTube-felhasználókkal, kommentátorokkal és komikusokkal, mint például Ben Shapiro. 
2017-ben úgy írta le politikai nézeteit, hogy a jobbközép ideológiával azonosul a legjobban. A 2016-os amerikai elnökválasztáson Donald Trumpot támogatta, de 2018-ban úgy nyilatkozott, hogy kritikusan tekinti a Trump-adminisztráció tiltását a transznemű személyeknek az amerikai hadseregben. 2019-ben egy Vice-vitában republikánusnak vallotta magát. 
2022-ben White leírta, hogyan fejlődött politikája Trump elnöksége után, és kijelentette, hogy egyre kritikusabbá vált az Egyesült Államok kétpólusú politikai rendszerével szemben. A szélsőbaloldaliságot „két rossz közül a rosszabbnak” tartja, politikai ideológiáját pedig elsősorban szabadságpártinak írja le. White gyakran kritizálja a Biden-adminisztrációt és a gyerekeket érintő transz jogszabályokat, például a transz kezelések elérhetőségét kiskorúaknak.

## Fordítás
- Ez a szócikk részben vagy egészben  a   Blaire White című angol Wikipédia-szócikk ezen változatának fordításán alapul.  Az eredeti cikk szerkesztőit annak laptörténete sorolja fel. Ez a jelzés csupán a megfogalmazás eredetét és a szerzői jogokat jelzi, nem szolgál a cikkben szereplő információk forrásmegjelöléseként.